# Franz Xaver Schmidt (Architekt)
Franz Xaver Schmidt (* 17. November 1857 in Baden; † 26. August 1916 ebenda) war ein österreichischer Baumeister und Architekt.

## Leben
Franz Xaver Schmidt wurde 1857 in Baden bei Wien als Sohn des Baumeisters Josef Schmid (1822–1883) und dessen Ehefrau Barbara geboren. Sein älterer Bruder Joseph (1847–1910) wurde ebenfalls Baumeister. Über Schmidts Ausbildung ist nichts bekannt, möglicherweise besuchte er die Staatsgewerbeschule in Wien. 1883 erhielt er die Baumeisterkonzession. 1885 heiratete er Anna Berner, die allerdings 1909 starb.
Ab 1909 war er Gesellschafter der Bauunternehmung Plachy & Co. in Wien. Im folgenden Jahr änderte er seinen Nachnamen von Schmid auf Schmidt. 1913 heiratete Schmidt in zweiter Ehe Antonie Fischer, bis zur Verehelichung Mitglied im Ensemble des Badener Stadttheaters. Von 1888 bis 1916 war Schmidt für die Liberalen Gemeinderat in seiner Heimatstadt Baden. Ab 1897 war er Mitglied im Verein der Baumeister Niederösterreichs und saß zeitweilig auch im Vorstand.
Schmidt hatte vier Kinder: Friedrich und Franz (Friedrich wurde wie sein Vater Architekt, starb allerdings kurz nach seiner Ausbildung im Jahr 1928) sowie die Töchter Anna und Grete.
Franz Xaver Schmidt wurde am 28. August 1916 auf dem Stadtpfarrfriedhof Baden in der Familiengruft beigesetzt.

## Werk
Schmidt war insbesondere im Raum Baden und Wiener Neustadt tätig. Dort baute er Wohnhäuser, Hotels, Sakralbauten, Theater und Industrieanlagen. Er war ein typischer Vertreter späthistoristischer Ausrichtung, der mit einer Unzahl von Bauten insbesondere den Charakter der Stadt Baden geprägt hat.

### Wohn- und Geschäftsbauten

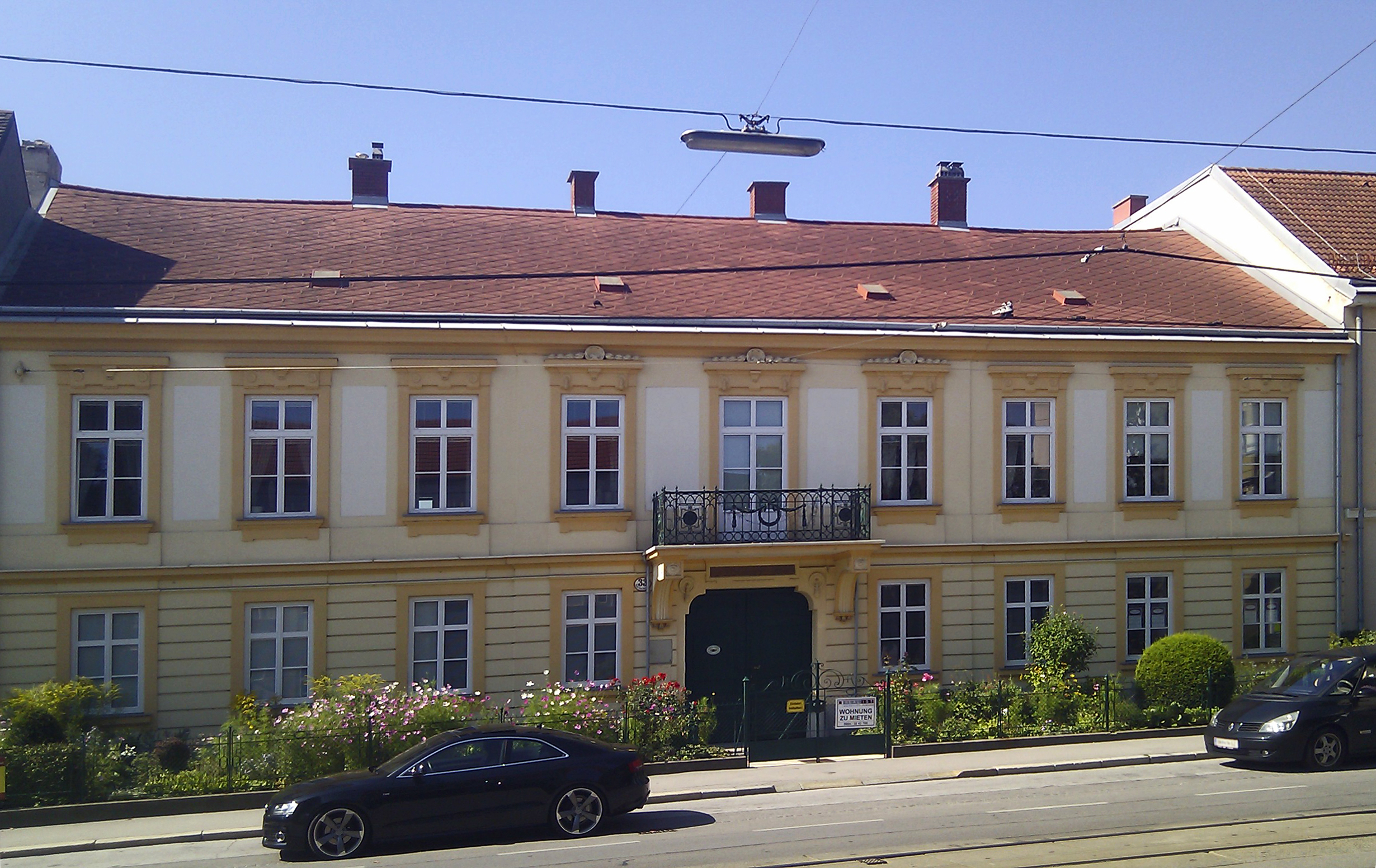
Der Louisenhof am Kaiser-Franz-Joseph-Ring 33 in Baden wurde 1844 erbaut, im 19. Jahrhundert erweitert und 1905 von Schmidt mit einer späthistoristisch/neojosephinischen Fassade modernisiert

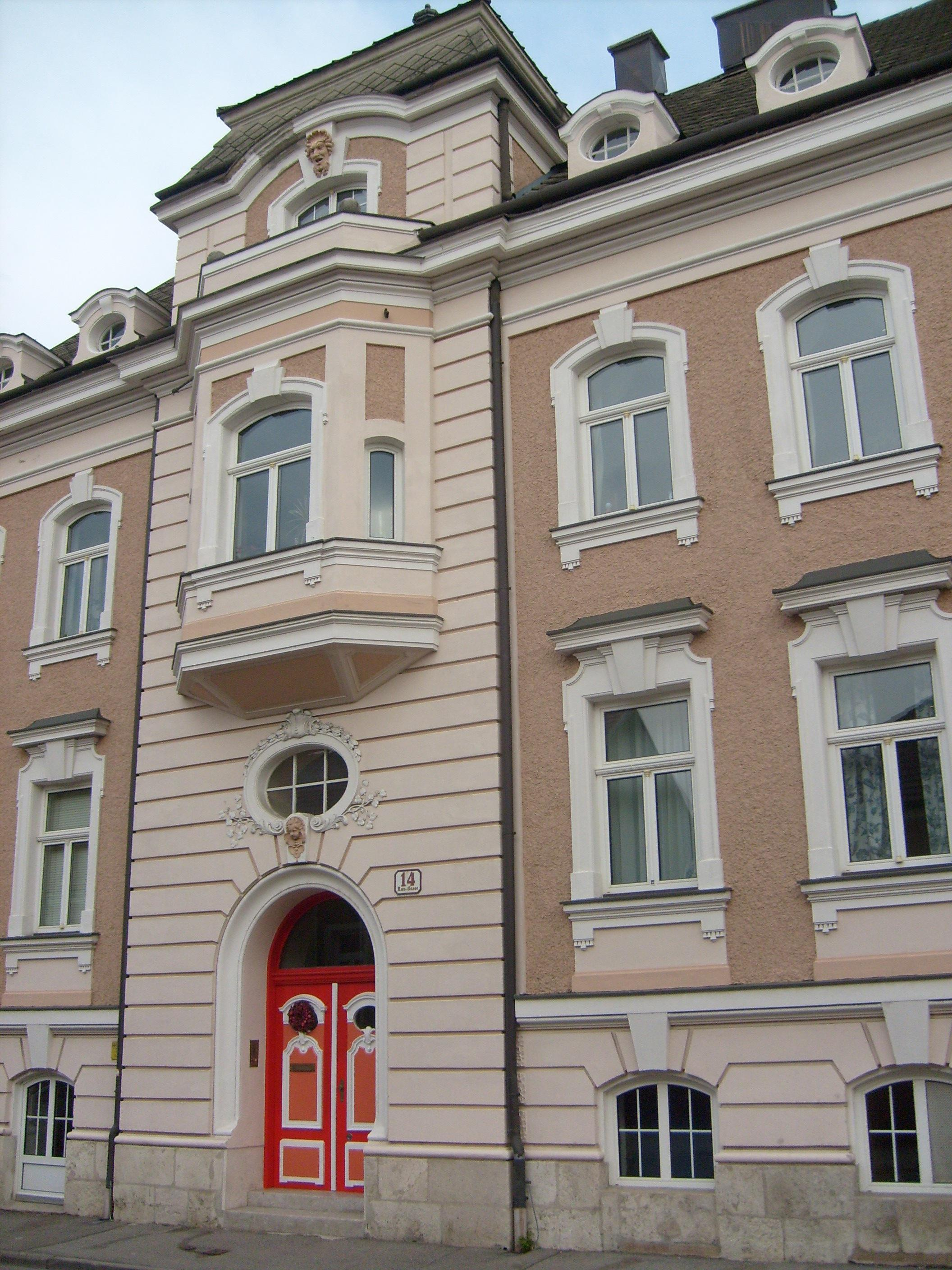
Die spätbarocke Villa in der Raugasse 14 in Wiener Neustadt wurde von 1912–14 erbaut

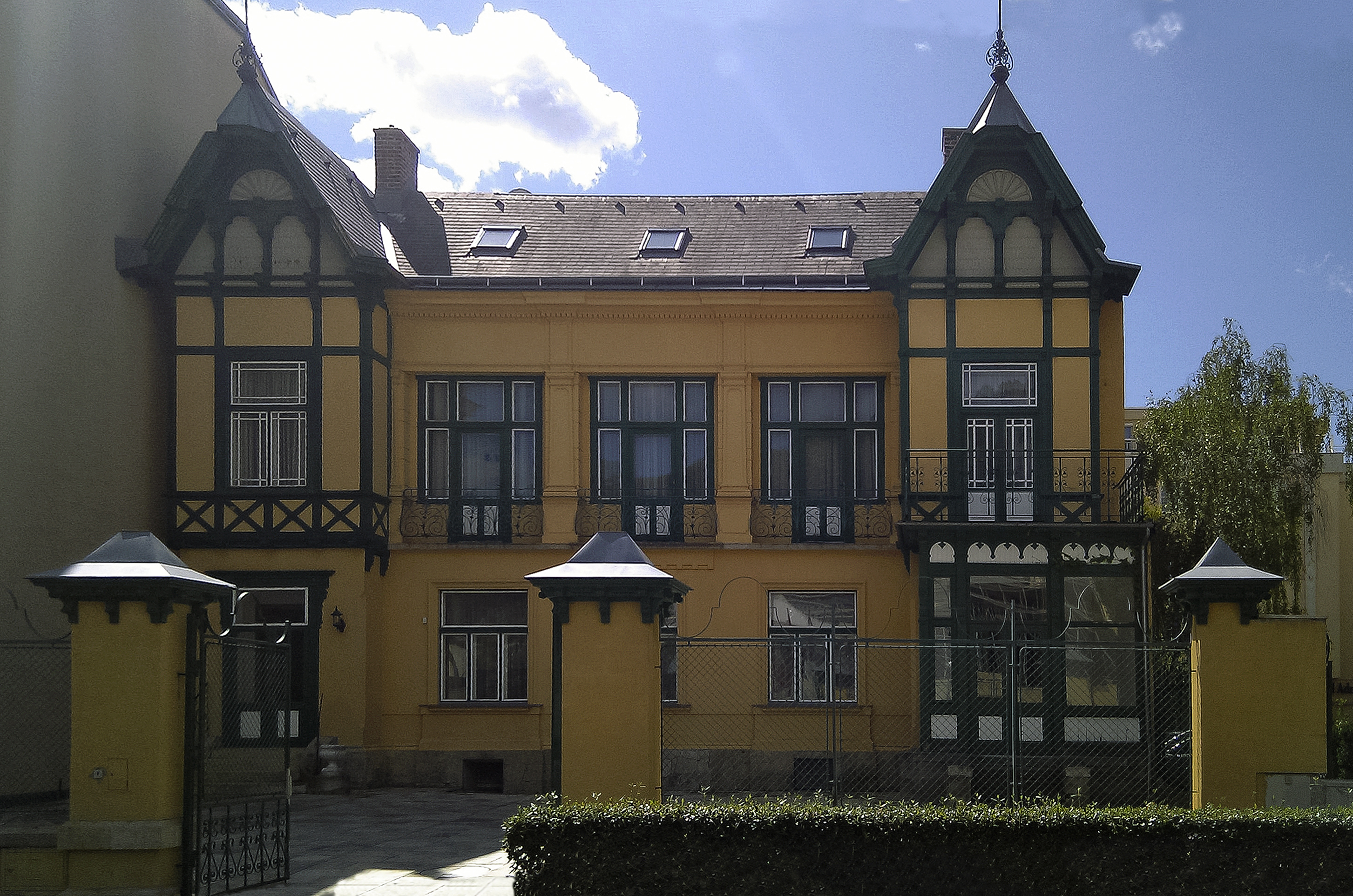
Die Villa Wiltschko am Kaiser Franz Ring 6 in Baden wurde 1884 erbaut

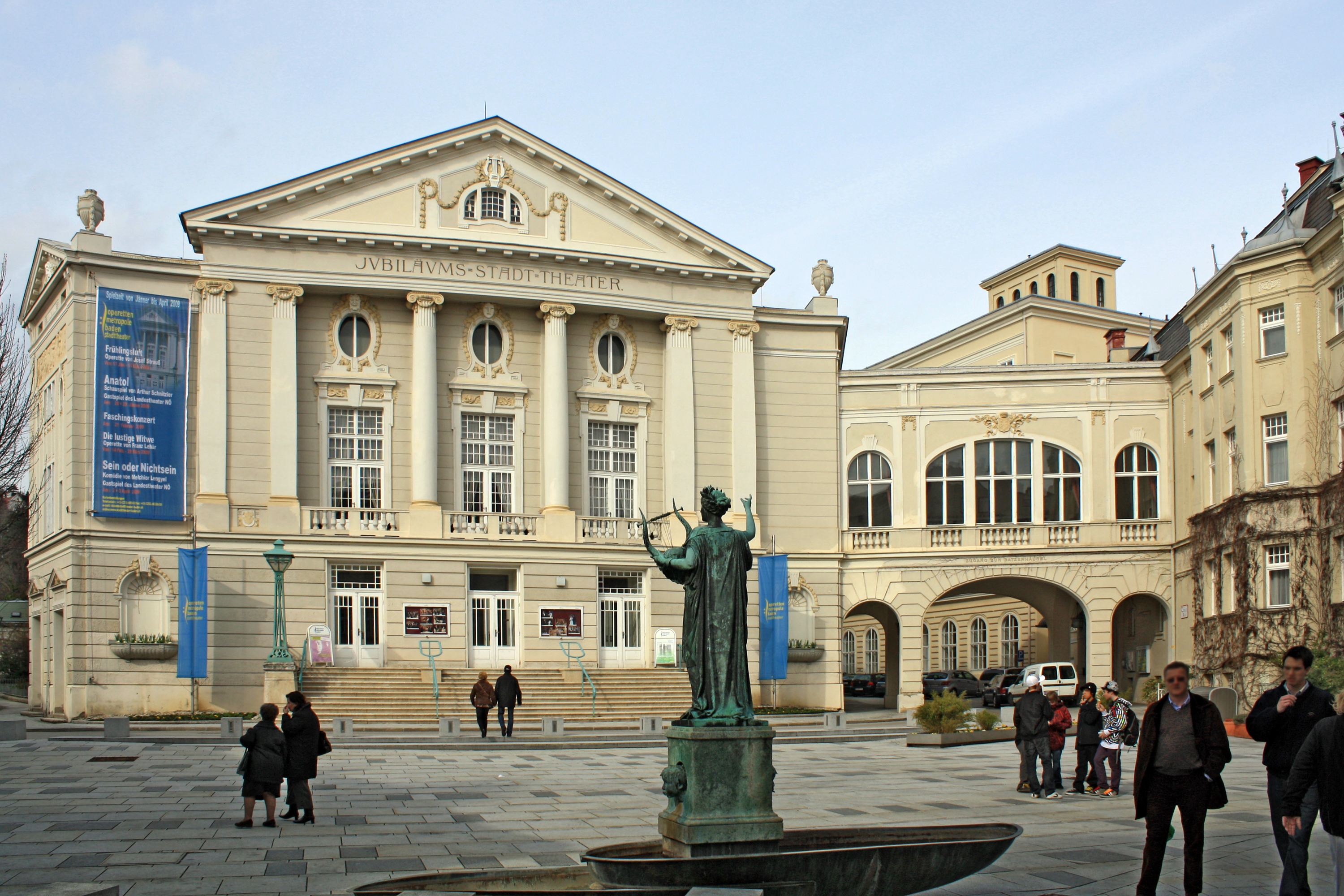
Das Stadttheater Baden errichtete Schmidt als Baumeister nach Plänen des Büros Fellner & Helmer

- 1884: Villa Wiltschko, Baden, Sauerhofstraße 16
- um 1884: Villa Sirius, Baden, Valeriestraße 18[2] (ON 14–18 heute Parkplatz)
- 1884: Wohnhaus, Baden, Kaiser-Franz-Ring 6
- 1886: Wohnhaus, Baden, Renngasse 6
- 1886: Villa, Baden, Erzherzog-Wilhelm-Ring 26
- 1887: Villa, Baden, Germergasse 13
- 1888: Villa Pfrogner Baden, Erzherzog-Wilhelm-Ring 32
- 1888: Villa, Baden, Biondekgasse 2
- 1888: Villa, Baden, Antonsgasse 16
- 1888: Wohnhaus Baden, Palffygasse 9
- 1889: Villa Germania, Baden, Erzherzog-Wilhelm-Ring 43
- 1890: Villa Baden, Wiener Straße 31
- 1891: Miethaus, Baden, Pergerstraße 8
- 1893: Villa, Baden, Strasserngasse 13
- 1896: Miethaus, Baden, Kaiser-Franz-Josef-Ring 14
- 1897: Villa, Baden, Grabengasse 29
- 1897–1899: Villengruppe, Baden, Welzergasse 33, 34, 35
- 1898: Villa, Baden, Mozartstraße 22
- 1898: Villa, Baden, Welzergasse 20
- 1902: Wohnhaus, Wiener Neustadt (Adresse unbek.)
- 1903: Villa, Baden, Hochstraße 20
- 1904: Villa, Baden, Wörthgasse 14
- 1906: Villa, Baden, Wiener Straße 45
- 1909: Villa, Baden, Andreas-Hofer-Zeile 20
- 1911: Villa, Baden, Theresiengasse 18
- 1912: Villa, Baden, Mautner-Markhof-Straße 11
- 1912: Villa, Wiener Neustadt, Raugasse 14

### Öffentliche Bauten
- 1893: Rathauserweiterung, Wiener Neustadt, Hauptplatz 2
- 1895: Bildstock zm Andenken an Erzherzog Wilhelm, Weikersdorf
- 1908: Schule der Marienanstalt (Sacre Cœur) mit integrierter Kapelle, Wien 3, Fasangasse 4/Mechelngasse 9

### Industriebauten
- 1906: Daimler-Fabriksanlage, Wiener Neustadt

### Als Baumeister
- 1909/10: Stadttheater Baden (Entwurf Büro Fellner & Helmer)
- 1910: Evangelische Pfarrkirche Wiener Neustadt (Entwurf Siegfried Theiss und Hans Jaksch)
- 1914–1917: Fliegerkaserne Wiener Neustadt (Entwurf Theiss und Jaksch, zerstört)
- 1899: Hotel Erzherzog Johann, Semmering (Entwurf von Fellner und Helmer)
- 1902: Synagoge, Wiener Neustadt, Baumkirchnerring 4 (Entwurf Wilhelm Stiassny, zerstört)
- 1907: Posthof, Wiener Neustadt (Entwurf von Theiss und Jaksch)